# Угирчин
Угирчи́н (болг. Угърчин) — місто в Ловецькій області Болгарії. Адміністративний центр общини Угирчин.

## Населення
За даними перепису населення 2011 року у місті проживала 2541 особа.
Національний склад населення міста:
| Національність   | Кількість осіб | Відсоток |
| ---------------- | -------------- | -------- |
| болгари          | 1957           | 90,3%    |
| цигани           | 155            | 7,2%     |
| турки            | 33             | 1,5%     |
| Всього відповіли | 2167           |          |

Розподіл населення за віком у 2011 році:
Динаміка населення: